# フリードリッヒ・ザンデル

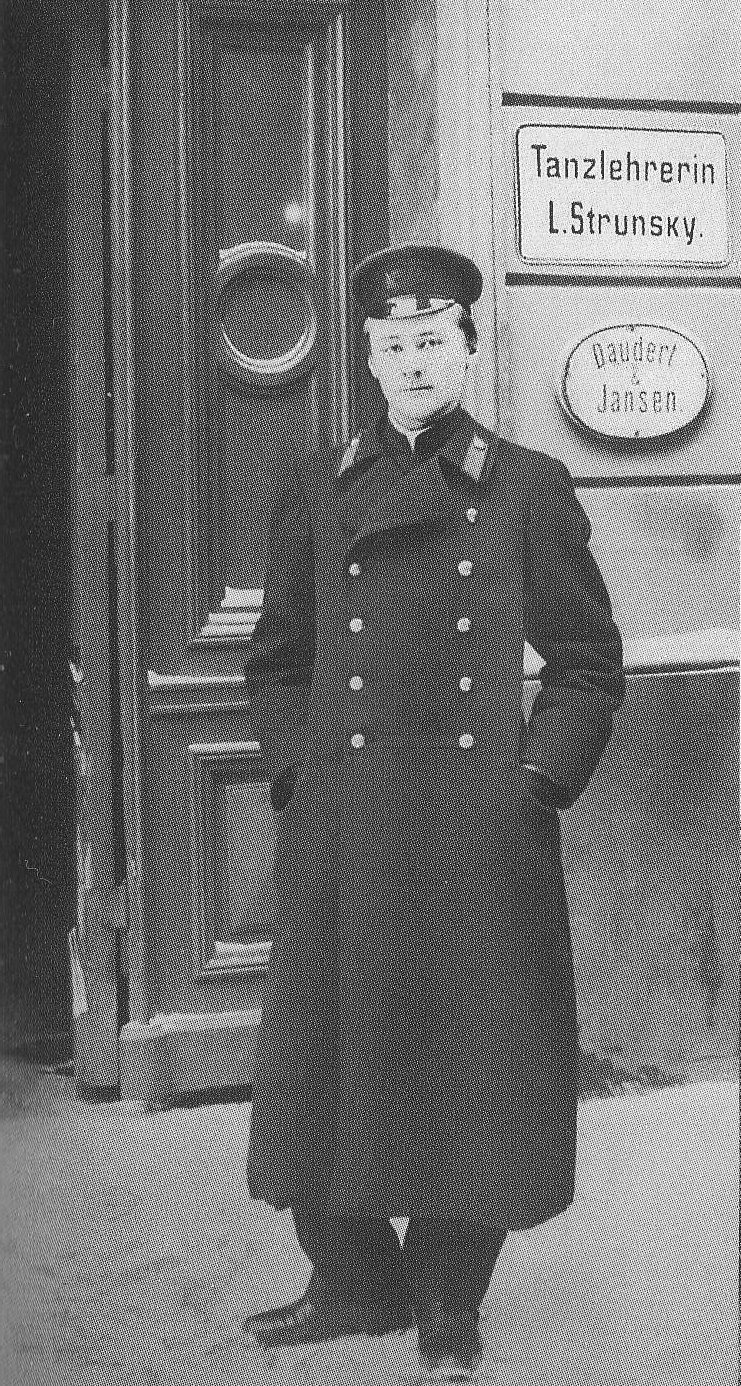
フリードリッヒ・ザンデル（リガにて）

フリードリッヒ・ザンデル（Friedrich Zander、ロシア語:Фридрих Артурович Цандер、ラトビア語:Frīdrihs Canders、1887年8月23日-1933年3月28日）は、ロシア帝国、ソビエト連邦のロケット、宇宙船のパイオニアである。ソビエトで最初に打ち上げられた液体燃料ロケットGIRD-Xを設計した他、宇宙への扉を開く多くの重要な理論的な貢献を行なっている。

## 生い立ち
ザンデルはラトビアのリガでバルト・ドイツ人の家庭に生まれた。父のArthur Constantinovichは医者だったが、フリードリッヒは医学以外の自然科学に魅了された。1898年、彼はRiga urban technical high schoolに入学し、7年間トップの成績を保った。この頃、彼はコンスタンチン・ツィオルコフスキーと知り合い、宇宙旅行に特に情熱を持つようになった。Riga Polytechnic Instituteでは工学を専攻し、火星への流跡線計算を完成させた。火星は特に彼の興味を引き、「火星へ！」（"Forward to Mars!" (Вперед, на Марс!) ）が彼の有名なモットーになった。
彼は1914年に卒業し、1915年にモスクワに引っ越した。彼は"Provodnik"のゴム工場で働き、1919年からAircraft Factory No. 4 ("Motor")で働き始めた。1923年、彼はA.F. Milyukovaと結婚し、Astraという娘とMercuryという息子を儲けた。Mercuryは1929年に猩紅熱で死亡した。職に就かず、ロケットと宇宙旅行について研究に没頭した数年後の1926年からCentral Design Bureau of Aviationで働き始め、1930年からはCentral Institute of Aviation Motor Construction (TsIAM)で働き始めた。

## 科学的な業績
1908年、彼は惑星間航行の問題点に関する初めての論文を発表し、その中で生命維持等の問題について論じ、宇宙船内の温室で植物を育てることを初めて提案した。1911年には、従来型航空機のように離陸し、大気上層に達し必要がなくなると、翼を燃料として燃やして飛行する、可燃性アルミニウム合金でできた宇宙船の計画を公表した。1921年、彼は自身の素材をAssociation of Inventors (AIIZ)に提案し、そこで会合に出席していたウラジーミル・レーニンと出会い、宇宙旅行について議論した。1924年には雑誌Technology and Life (Tekhnika i Zhizn)にその模様を発表した。
1924年は、ザンデルにとっては特に活動的な年であった。前年、ヘルマン・オーベルトは影響力の大きい理論的研究"Die Rakete zu den Planetenraumen"("The rocket to interplanetary space")を出版し、また1919年に出版されたロバート・ゴダードの革新的な研究"A Method of Reaching Extreme Altitudes"がザンデルらロシア人研究者に紹介された。ザンデルは、ウラジーミル・ヴェッチンキンらとともにSociety for Studies of Interplanetary Travelを設立した。初期の著書において、彼らは地球の大気を宇宙船の大気圏再突入の際の空力ブレーキとして利用することを初めて提案した。同年、ザンデルはモスクワで、自身が惑星間航行に適していると信じる、翼のついたロケットについての特許を申請した。10月にはモスクワ研究所でロケットで火星に到達する可能性についての講演を行った。講演後の質疑時間に、彼は、「火星は大気を持ち、生命を維持する能力を持っている。また火星は"赤い星"としても知られ、これは我々の偉大な赤軍の紋章でもある」と述べ、この惑星に到達する重要性について説明した。
この頃、ザンデルは宇宙船の推進力として太陽帆を用いることを初めて提案した。ただし、17世紀にはヨハネス・ケプラーも太陽風を推力として用いる可能性について言及している。
1925年、ザンデルは"Problems of flight by jet propulsion: interplanetary flights," という論文を発表し、その中で2つの惑星間の宇宙船航行において、2つの惑星の衛星の重力を利用することによって、軌道の最初の時点で加速し、軌道の終わりの時点で減速することが可能であることを主張した。これは、スイングバイとして知られている方法である。
1929年から1930年にかけて、IAMに在籍していた頃、ザンデルは、ブロートーチを改造し、ガソリンと圧縮空気で動く彼にとっての最初のエンジンOR-1を開発した。彼はまたこの頃から、モスクワ航空大学で教鞭を取り始めた。1931年には、モスクワでGIRD（反動推進研究グループ、Group for the Investigation of Reaction Propulsion、Группа изучения реактивного движения (ГИРД)）を旗揚げしたメンバーの1人になった。ザンデルは第一旅団で、216の巡航ミサイルに使われたOR-2 (GRID-02)ロケットエンジンの開発にも携わった。またGIRD-10は1933年11月25日に飛行に成功した。ザンデルはロケットの設計も行なったが、同年3月にキスロヴォツクでチフスのため死去し、飛行を見ることはできなかった。

## 記念
- 月のクレーターザンデルは、彼の名前にちなんでいる。
- ラトビア科学アカデミーは、彼の名誉を称えて物理学と数学の分野で表彰を行っている。
- 1964年、ソビエト連邦は中央にザンデルの肖像を描いた切手を発行した[8]。
- リガのザンデルの生家は現在は博物館となり、面する通りには彼の名前がついている。

## 書籍
- Цандер, Фридрих Артурович (1967) (Russian). Из научного наследия. Moscow: Nauka
  - Technical translation by NASA: Tsander, Fridrikh Arturovich (1969). From a scientific heritage. Washington D.C.: NASA
- Tsander, Fridrikh Arturovich (1977) (Russian). Selected Papers. Riga: Zin?tne
- Golovanov, Yaroslav (1985) (Russian). The Martian:Tsander. Moscow: Molodaya Gvardiya